# San Telmo (navire)
Pour les articles homonymes, voir San Telmo.
Le San Telmo est un navire de ligne espagnol de 74 canons.

## Histoire
Lancé en 1788, il est envoyé dans un convoi de quatre navires en 1819 sur la côte Pacifique à Callao (Pérou) sous le commandement de Rosendo Porlier y Asteguieta, vétéran de la bataille de Trafalgar. En mauvais état puis endommagé dans le passage de Drake (dégâts sur le gouvernail et la voilure), le San Telmo fait naufrage au large de l'île Livingston dans les îles Shetland du Sud.
D'après des restes de l'épave retrouvée par William Smith, confirmé par James Weddell, sur la côte de l'île Livingston et des recherches archéologiques n'ayant pas montré de traces d'installations, les 644 ou 650 hommes (officiers, soldats et marins) sont les premiers hommes connus à mourir si près de l'Antarctique. Si un survivant avait pu poser le pied sur l'île, il aurait été le premier homme connu à atteindre l'Antarctique.
C'est de plus la plus grande catastrophe en nombre de morts du continent antarctique (en), devant celle du mont Erebus.
Un cairn, au cap Shirreff de l'île Livingston, commémore ce naufrage et la disparition des premières personnes ayant vraisemblablement vécu et perdu la vie en Antarctique ; ce cairn est classé comme monument historique de l'Antarctique.

## Postérité
L'île San Telmo (en) dans les Îles Shetland du Sud, est nommée en référence à ce navire.